# Tommy Flanagan
Thomas Lee Flanagan (Detroit, 16 marzo 1930 – New York, 16 novembre 2001) è stato un pianista jazz statunitense, particolarmente noto, oltre che per l'intensa attività di leader,
per essere stato l'accompagnatore di Ella Fitzgerald in occasione di numerosi concerti e registrazioni.

## Biografia
Flanagan suonò il pianoforte in alcuni album molto celebri come Giant Steps di John Coltrane, Saxophone Colossus di Sonny Rollins o The Incredible Jazz Guitar of Wes Montgomery.
Il Tommy Flanagan Trio (con Wilbur Little al contrabbasso ed Elvin Jones alla batteria) incise il primo album, Tommy Flanagan Trio Overseas, nel 1957. Come accompagnatore, Flanagan lavorò con Ella Fitzgerald negli anni 1963-65 e 1968-78.
Dal 1975, comunque, Flanagan diede nuovo slancio alla propria carriera di solista. Egli continuò inoltre a collaborare con altri musicisti, formando un trio con Tal Farlow e Red Mitchell, oltre a numerosi altri progetti musicali.
Lo stile pianistico di Flanagan è equilibrato ma al tempo stesso eccezionalmente musicale. Sebbene non possa essere considerato un innovatore dello strumento, come Bill Evans, Herbie Hancock o McCoy Tyner, Flanagan diede prova di possedere molte delle più importanti qualità di un grande jazzista: swing, raffinatezza armonica, invenzione melodica, amore per il blues.
La sua carriera pianistica gli valse quattro nomination al Grammy Award, due volte come migliore band jazz e due volte come migliore solista.
 
Flanagan morì il 16 novembre 2001, all'età di 71 anni, a causa di un aneurisma.
« Sul trio di Flanagan ci sarebbe da scrivere un trattato di arte dell'accompagnamento o sprecarsi in superlativi, ma basta ascoltare per avere l'esempio di come si debba trattare una canzone, seguire una voce, gioire nel jazz. »

## Discografia
come Leader
- 1957 - The Cats (New Jazz Records NJLP 8217) con John Coltrane e Kenny Burrell
- 1957 - Overseas (Prestige Records PRLP 7134)
- 1957 - In Stockholm 1957 (Dragon Records (SW) DRLP 87)
- 1957 - Jazz...It's Magic (Regent Records MG 6055) con Curtis Fuller
- 1958 - Mainstream 1958 (Savoy Records MG 12127) con Wilbur Harden
- 1959 - Lonely Town (Blue Note Records GP 3186)
- 1960 - The Tommy Flanagan Trio (Moodsville Records MVLP 9)
- 1960 - Motor City Scene (Bethlehem Records BCP 6056)
- 1974 - Solo Piano (Storyville Records 1018387)
- 1975 - The Tokyo Recital (Pablo Records 2310-724)
- 1976 - Positive Intensity (CBS/Sony Records 25AP-447)
- 1977 - Eclypso (Enja Records 2088)
- 1977 - Confirmation (Enja Records 4014)
- 1977 - Montreux '77 (Pablo Live Records 2308-202) e (OJCCD 372-2)
- 1977 - Ella Fitzgerald with The Tommy Flanagan Trio - Montreux '77 (Pablo Live Rec. 2308-206)
- 1977 - Alone Too Long (Denon Records COCY 3795)
- 1978 - Our Delights (Galaxy Records GXY 5113) con Hank Jones
- 1978 - More Delights (Galaxy Records GXY 5152) con Hank Jones
- 1978 - Something Borrowed, Something Blue (Galaxy GXY 5110)
- 1978 - Plays the Music of Harold Arlen (Interplay Records DIW 328CD)
- 1978 - Ballads and Blues (Enja Records 3031)
- 1978 - The Super Jazz Trio (Baystate Records RVJ-6033)
- 1978 - Together (Denon Records COCY 3796) con Kenny Barron
- 1979 - The Super Jazz Trio with Art Farmer-Something Tasty (Baystate Rec. RVJ-6056)
- 1979 - Communication Live at Fat Tuesday's New York, Vol.1 (Paddle Wheel Rec. GP 3224)
- 1979 - Communication Live at Fat Tuesday's New York, Vol.2 (Paddle Wheel Rec. K28P-6056)
- 1980 - Super-Session (Enja Records 3059)
- 1980 - The Super Jazz Trio-The Standard (Baystate Records RVJ-6089)
- 1980 - You're Me (Phonastic Records (SW) PHONT 7528) con Red Mitchell
- 1980 - Presents Five Giants of Jazz (H.D. Records 629)
- 1981 - Three for All (Enja Records 3081) con Phil Woods e Red Mitchell
- 1981 - ...And a Little Pleasure (Uptown Records UP 27.06) con J.R. Monterose
- 1981 - The Magnificent Tommy Flanagan (Progressive Records PRO 7059)
- 1981 - Tommy Flanagan Trio-Speak Low (Progressive Records CECC 00358)
- 1981 - My Funny Valentine (Timeless Records SJP 162) con Red Rodney
- 1982 - Giant Steps (Enja Records 4022)
- 1982 - A Dream Comes True (Soul Note Records SN 1047) con Lilian Terry
- 1982 - Good Girl (Soul Note Records SN 1063) con Kim Parker
- 1982 - Thelonica (Enja Records 4052)
- 1983 - Hank jones + Tommy Flanagan on Two Concert Grand Pianos-I'm All Smiles (MPS Rec. 15594)
- 1983 - The Master Trio Featuring Tommy Flanagan/Ron Carter/Tony Williams (Baybridge Rec. KUX 183-B)
- 1983 - The Master Trio Featuring Tommy Flanagan/Ron Carter/Tony Williams-Blue in the Closet (Baybridge Rec. KUX 187-B)
- 1985 - The Art Ellefson Quartet Featuring Tommy Flanagan (Unisson Records DDA 1005)
- 1986 - Nights at the Vanguard (Uptown Records UP 27.29)
- 1988 - Here's to My Lady (Chesky Records CJD 1) con Phil Woods
- 1989 - Jazz Poet (Timeless Records SJP 301) e (Alfa Jazz Records ALCR 30)
- 1990 - Beyond the Bluebird (Timeless Records CDSJP 350)
- 1990 - Like Someone in Love (Yamaha Records PYPA 1085)
- 1993 - Flanagan's Shenanigans (Storyville Records STCD 4191)
- 1993 - Let's (Enja Records ENJ 8040-2)
- 1993 - Lady Be Good...For Ella (Groovin' High 521 617-2)
- 1996 - Sea Changes (Alfa Jazz Records ALCB 3907)
- 1997 - Sunset and the Mockingbird (Blue Note Records 7243 4 93155-2)
- 1999 - Tommy Cecil/Tommy Flanagan/Billy Hart/Gary Bartz/Paul Bollenback/Cyro Baptista-Samba for Felix (Slider Music Rec. SM 3003)[4]